# Clare Fischer
Douglas Clare Fischer (Durand, 22 ottobre 1928 – Los Angeles, 26 gennaio 2012) è stato un pianista, compositore e arrangiatore statunitense.

## Biografia
Originario del Michigan, si è formato alla Università statale del Michigan. Ha iniziato a suonare il piano e a lavorare poi come arrangiatore per il gruppo vocale The Hi-Lo's intorno alla fine degli anni '50. In seguito ha collaborato con Donald Byrd e Dizzy Gillespie e si è fatto apprezzare per il suo contributo in diverse registrazioni di musica latina e bossa nova negli anni '60. Ha composto lo standard latin jazz Morning e quello bossa nova Pensativa.
Ha ricevuto undici volte la nomination ai Grammy Awards vincendo per Clare Fischer & Salsa Picante Present "2 + 2" (Best Latin Recording 1981). Ha vinto due Grammy postumi: 2012 (Best Latin Jazz Album per Ritmo) e 2013 (Best Instrumental Composition). Per oltre trent'anni ha collaborato con il figlio Brent Fischer.
Musicista eclettico nel corso della sua carriera ha lavorato come arrangiatore anche con artisti pop e rock quali Prince, Rufus, Robert Palmer, Paul McCartney e Céline Dion.

## Discografia
Come leader
- Jazz (1961)
- First Time Out (1962)
- Surging Ahead (1963)
- Extension (1963)
- So Danço Samba (1964)
- Manteca! (1965)
- Easy Livin' (1966)
- Songs for Rainy Day Lovers (1967)
- ONE - to get ready: FOUR..... to – GO! (1968)
- Thesaurus (1969)
- Great White Hope (& His Japanese Friend) (1970)
- Love is Surrender: Ralph Carmichael Presents the Multi-Keyboards of Clare Fischer (1971)
- T'DA-A-A! (1972)
- Clare Fischer In the Reclamation Act of 1972! (1972)
- Tell It Like It Is (1972)
- Report of the 1st Annual Symposium on Relaxed Improvisation (1973) – con Warne Marsh & Gary Foster
- Music Inspired by the Kinetic Sculpture of Don Conard Mobiles (1975)
- The State of His Art (1976)
- Clare Declares (1977)
- America the Beautiful (1978)
- Jazz Song (1979)
- ‘Twas Only Yesterday (1979)
- Clare Fischer & EX-42 (1979)
- Duality (1980)
- Salsa Picante (1980)
- Alone Together (1980)
- Clare Fischer & Salsa Picante Present "2 + 2" (1981)
- Machaca (1981)
- Head, Heart and Hands (1982)
- And Sometimes Voices (1982) – con 2+2
- September Afternoon (1982) – con Donald Byrd
- Starbright (1983) – con Gary Foster
- Whose Woods Are These?  (1984) – with Gary Foster, Grammy nomination
- Extension (1984) – con Jerry Coker
- Crazy Bird (1985)
- Freefall (1986)
- Clare Fischer Plays (1987)
- Tjaderama (1987)
- Blues Trilogy (1987) – con Gary Foster
- Waltz (1988)
- Remembrances (Lembranças) (1990)
- Memento (1992)
- Just Me: Solo Piano Excursions (1995)
- Rockin' In Rhythm (1997) – Clare Fischer & Friends
- The Latin Side (1997) – Clare Fischer & Metropole Orchestra
- Clare Fischer's Jazz Corps (1998)
- Latin Patterns (1999) – Clare Fischer & The Legendary MPS Sessions
- Symbiosis (1999) – Clare Fischer & Hélio Delmiro
- Bert van den Brink Invites Clare Fischer (2000)
- After the Rain (2001)
- On a Turquoise Cloud (2002)
- Introspectivo (2005)
- A Family Affair (2006)
- ...And Sometimes Instruments (2011) – The Clare Fischer Voices
- Continuum (2011) – The Clare Fischer Big Band
- ¡Ritmo! (2012) – The Clare Fischer Latin Jazz Big Band
- Music for Strings, Percussion and the Rest (2013)